# Буланиди
Буланидите са династия, управлявала в Хазария през IX-X век.
Тя носи името на Булан, за когото се смята, че въвежда юдаизма сред хазарите. Не е изяснено дали Буланидите управляват като кагани или бекове или по тяхно време управлението става монархично.

## Буланидски владетели
- Булан – между 750 и 850 г. (?)
- Обадия
- Йезикия
- Манасия I - средата на IX век
- Ханука
- Исак
- Завулон
- Манасия II
- Ниси (Хазария)
- Арон I
- Менахем
- Вениамин – 880 – 900
- Арон II – 900 – 930
- Йосиф – 930 – 960